# Stephen Kiprotich
Stephen Kiprotich (Kapchorwa, 27 de fevereiro de 1989) é um corredor de longa distância ugandense, campeão olímpico e mundial, vencedor da maratona em Londres 2012. Foi o segundo campeão olímpico da história de Uganda, 40 anos depois da vitória do compatriota John Akii-Bua nos 400 metros com barreiras em Munique 1972.

## Biografia
Sétimo filho de agricultores de Kapchorwa, um pequeno distrito próximo à fronteira queniana-ugandense, ele perdeu anos de escola por sofrer de uma doença não diagnosticada. Na adolescência, praticando o atletismo de fundo, ele participava de provas de 10000 metros contra jovens da sua idade, onde levava volta de atraso dos vencedores. Entre 2003 e 2005 deixou o atletismo para se concentrar nos estudos.
No fim deste período, Kiprotich deixou Uganda por falta de estrutura de treinamentos no país e mudou-se para o Quênia, estabelecendo-se em Rift Valley, local de concentração de grandes corredores quenianos de longa-distância, onde passou a ser treinado por Eliud Kipchoge, campeão mundial e medalhista olímpico dos 5000 metros em Atenas 2004 e Pequim 2008. A mudança lhe rendeu o primeiro fruto ao conseguir o 24º lugar no Campeonato Mundial de Cross-Country de 2006.
Em abril de 2011 ele estreou em maratonas, vencendo a Maratona de Enschede, na Holanda - uma prova em que entrou apenas como coelho mas acabou indo até o fim e venceu - com o tempo de 2h07m20s, recorde para o percurso e recorde nacional ugandense. Em fevereiro de 2012, ficou em terceiro lugar na Maratona de Tóquio, com 2h07m50s.

### Londres 2012
Em agosto de 2012, Kiprotich participou na maratona dos Jogos Olímpicos de Londres, sendo virtualmente um desconhecido entre os grandes maratonistas. Num dia quente e húmido para a disputa de uma maratona, depois de correr por mais de 38 km junto com os quenianos favoritos ao título Abel Kirui, bicampeão mundial em Berlim 2009 e Daegu 2011 e Wilson Kipsang, dono do segundo melhor tempo da história para a distância, ele deu uma arrancada com cerca de 4 km para a linha de chegada e não foi mais alcançado pelos outros dois. Cruzou a faixa em 2h08m01s, a segunda melhor marca para a maratona em Jogos Olímpicos, conquistando 40 anos depois a segunda medalha de ouro para seu país.
Kiprotich, como muitos jovens atletas ugandenses, foi inspirado toda a vida por John Akii-Bua, o primeiro e até então único campeão olímpico de Uganda, que tornou-se um ídolo nacional ao vencer os 400 m c/ barreiras nos Jogos Olímpicos de Munique, em 1972, quebrando o recorde mundial da prova. Akii-Bua, um perseguido pela ditadura de Idi Amim-Dada, morreu aos 47 anos, em 1997, por complicações no abdômen. De volta a seu país, ele foi recebido pelo presidente de Uganda, Yoweri Museveni, por quem foi condecorado, recebeu dinheiro e uma casa para seus pais de presente do governo. Mais importante para Kiprotich, que anos antes precisou deixar Uganda para treinar no Quênia por falta de estrutura, o presidente deu ordens para que um centro de treinamento de atletismo fosse construído na província de Sebei, localizada numa região de alta altitude em Uganda.

### Pós-Jogos Olímpicos
Em 2013, Kiprotich voltou à cidade onde se sagrou campeão olímpico para disputar a Maratona de Londres. Apesar de completar a prova praticamente com  o mesmo tempo com que tinha sido campeão no ano anterior – 2:08:05 – desta vez ficou apenas em sexto lugar.
Em Moscou 2013, ele adicionou ao título de campeão olímpico o de campeão mundial, vencendo a prova no Campeonato Mundial de Atletismo em 2:09:41. Em fevereiro de 2015 fez a melhor marca de sua carreira, 2:06:33, chegando em segundo lugar na Maratona de Tóquio  mas em agosto, porém, não conseguiu defender seu título mundial em Pequim 2015, ficando apenas em sexto lugar.